# Neoscona kunmingensis
Neoscona kunmingensis är en spindelart som beskrevs av Yin et al. 1990. Neoscona kunmingensis ingår i släktet Neoscona och familjen hjulspindlar. Inga underarter finns listade i Catalogue of Life.